# کاشارل
کاشارل (انگلیسی: Cacharel) یک شرکت پوشاک آماده، عطرسازی و لوازم مد فرانسوی است، که در سال ۱۹۵۸ در پاریس تأسیس شد.